# Imeria albitarsis
Imeria albitarsis là một loài tò vò trong họ Ichneumonidae.